# Sawia undulata
Sawia undulata är en fjärilsart som beskrevs av Sergius G. Kiriakoff 1967. Sawia undulata ingår i släktet Sawia och familjen tandspinnare. Inga underarter finns listade.